# Harry Winks
Harry Winks (Hemel Hempstead, 1996. február 2. –) angol válogatott labdarúgó, aki jelenleg a Tottenham Hotspur játékosa.

## Pályafutása

### Klubcsapatban
Winks a Tottenham Hotspur ifjúsági akadémiájának növendéke. A 2013-14-es szezonban rendszeresen edzéslehetőséget kapott az első csapat kereténél, majd 2014. március 30-án a Liverpool ellen először nevezték a meccskeretbe.  2014. július 27-én aláírta első profi szerződését.  2014. november 27-én debütált az Európa-liga csoportkörében, miután az FK Partizan ellen a 87. percben csereként váltotta Paulinhót.
2015. július 6-án új megállapodást kötött a Tottenhammel 2018 nyaráig, amely szerződés egy éves hosszabbítási opciót is tartalmazott.  Mezszáma a 29-es lett. 2016. augusztus 27-én debütált Premier League-ben; a Liverpool elleni bajnokin Christian Eriksent váltotta a találkozó utolsó perceiben. 2016. november 19-én először volt a kezdőcsapat tagja. A Tottenham a White Hart Laneen 3-2-re nyerte a West ham United elleni mérkőzést.  2017. február 14-én 2022 nyaráig meghosszabbította a szerződését. A 2017. április 1-jei, Burnley elleni mérkőzésen megsérült, a szezon hátralevő részét bokasérülés miatt ki kellett hagynia.
A 2017-18-as szezonban a Ligakupában, a Burnley elleni találkozón játszott újra, majd pályára lépett a Bajnokok Ligájában a ciprusi APÓ Ellínon ellen. Teljesítményét Mauricio Pochettino dicsérte, mondván ő a "tökéletes középpályás".

### A válogatottban
2017. október 2-án hívták meg először az angol válogatott keretébe. Litvánia ellen mutatkozott be a nemzeti csapatban, a mérkőzés után a BBC elismerően szólt a teljesítményéről.

## Külső hivatkozások
- Tottenham Hotspur profil
- Harry Winks pályafutásának statisztikái a Soccerbase oldalon (angolul)

- Transfermarkt profil